# Ioannis Pilavakis
Ioannis Pilavakis (in greco Ιωάννης Πιλαβάκης?; 9 agosto 1994) è un taekwondoka cipriota.

## Palmarès
- Europei

Baku 2014: bronzo nei 63 kg.